# 周世釗
周世钊（1897年3月12日—1976年4月20日），字敦元、惇元，号东园，男，湖南宁乡人，中国教育家。与毛泽东有63年神交，被誉为毛泽东的“第一师友”。

## 生平

### 中华民国大陆时期
周世钊是湖南省长沙市宁乡县石子冲人。1897年3月12日，诞生在一个离韶山15公里的农民家庭。7岁时，父亲周润生亲自教授四书五经。10岁时，周世钊在宁乡南村五都都学堂学习。1909年春天，周世钊考入宁乡县城玉潭高等小学堂，一直在此呆了四年。1913年，周世钊考入湖南省立第四师范，不久之后学校并入湖南省立第一师范。5年一直与毛泽东是同班同学，两人都是只有38个同学的一年级八班。毕业后在长沙修业小学任职国文教员。1918年，周世钊和毛泽东、蔡和森在蔡和森的家里创建了新民学会。1919年，周世钊接受毛泽东的邀请担任毛泽东创办的《湘江评论》顾问。1921年，周世钊入读南京国立东南大学教育学院教育系。1925年，徐特立聘请周世钊在湖南省第一女子师范教国文。1927年，徐特立介绍周世钊加入国民党，担任《南岳日报》编辑兼第一女子师范教员。 抗日战争时期，周世钊实行“教育救国”。1946年，周世钊脱离了国民党。

### 中华人民共和国时期
1949年后，周世钊出任湖南第一师范学院校长。1950年，毛泽东和周世钊长谈时，回忆第一师范的岁月说：“我没有进过大学，也没有到外国留过学。我读书最久的地方是湖南第一师范，我的知识，我的学问是在一师打好了基础。一师是个好学校。”1958年，大跃进时期，周世钊对农村的浮夸风深表怀疑，对毛泽东说：“到了我的老家湖南宁乡去了解了一下农村人民公社，看到了农村的轰轰烈烈、热火朝天的场面。不过，我看有两个问题也值得认真研究。一个粮食亩产的数字上我看有些虚假现象。有的说一亩地产几千斤，有的甚至说一亩一次能产一万多斤，我看有点不实在。”1958年，反右派斗争也同时爆发，周世钊对毛泽东说：“大学生中的资产阶级右派分子，念其年轻，应处理从宽，让其在学校中学习，改造思想较好。”1959年，第二届中国人民代表大会召开时，周世钊对把知识分子划分为右派深表不满，在中南海对毛泽东说：“谁是资产阶级知识分子？我就不承认自己是资产阶级知识分子。”两人不欢而散。
1966年，文革时期，周世钊也受到红卫兵的冲击，存款、现钞、书籍、衣物都被撕破。1972年，文革深化时期，10月2日，周世钊和毛泽东长谈3小时，并且交了一封长信给毛泽东，陈述文革期间种种怪现象。1974年，周世钊因病在北京入院治疗。1976年，周世钊回到湖南长沙。几天后，又因病进入湖南医学院附属第二医院治疗。4月26日早晨6点，周世钊在医院去世。4月26日下午，周世钊追悼会在长沙举行，全国人大常委会委员长朱德、国务院总理华国锋等领导人赠送了花圈。9月9日，与周世钊友谊长达63年的毛泽东也在北京逝世。

## 亲属
父亲：周润生
儿子：周思永
儿媳：陈重
女儿：周彦瑜
女婿：吴美潮

## 评价
毛泽东：“贤者与能者可以兼的人”， “我看你确实是一个好人呀！你敢于说真话，你敢于向错误思想行为作斗争，可敬可佩！元兄，我看你真不错呀！还是保持了我们同学时期的实事求是精神，这很不容易呀！我希望你永远能保持这种品质和作风！”